# Estádio Municipal Roberto Brzezinski
Estádio Roberto Brzezinski – stadion piłkarski, w Campo Mourão, Paraná, Brazylia, na którym swoje mecze rozgrywa klub Sport Club Campo Mourão.
Nazwa stadionu została nadana w hołdzie prefektowi miasta w latach 1955-59 Roberto Brzezinskiemu.